# Lista dos católicos da Armênia
Lista dos bispos dos armênios e primazes da Igreja Apostólica Armênia.

## Período apostólico
- Judas Tadeu, o Apóstolo (43-50) - Martirizado em Artaz no ano 50;
- Bartolomeu, o Apóstolo (60-68) - Martirizado em Albanópolis (quiçá Albaque) no ano 68;
- Zacarias (68-72) - Discípulo de Tadeu;
- Zementos (72-76) - Discípulo de Tadeu;
- Adanarses (77-92) - Sé em Siunique;
- Muxe (93-123) - Sé em Artaz;
- Saíno (124-150);
- Savarso (151-171);
- Leôncio (172-190);
  - Desconhecido.

## Período de Sofena
- Meruzanes (240-270) - Sé em Artaz;
  - Desconhecido.

## Primeiro período de Echemiazim  (302/14-452)

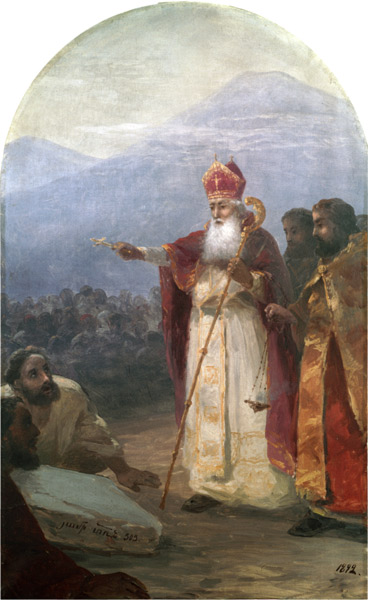
Gregório, o Iluminador, na pintura de Ivan Konstantinovich Aivazóvski, “Batismo do povo armênio" (1892).

- Gregório, o Iluminador (302/14–325) - Bispo dos armênios, depois Arcebispo da Armênia;[nt 1]
- Aristácio I (325–333);
- Vertanes I, o Parto (333–341);
- Hesíquio I, o Parta (341–347);
- Corepíscopo Daniel (347) - De origem síria;
- Farnarses de Astisata (348–352);
- Isaque de Manzicerta (352–353);
- Narses I, o Grande (353–373) - Católico da Armênia;[nt 2]
- Hesíquio II de Manzicerta (373–377);[nt 3]
- Zaveno de Manzicerta (377–381);
- Aspuraces de Manzicerta (381–386);
- Isaque I, o Parta (387–436);
- Sormaco (428–429);
- Barcísio (429–432) - De origem síria;
- Samuel, o Sírio (432–437) - De origem síria;
- José I (437–452).

## Período de Dúbio (452-927)
- Melite de Manzicerta (452-456);
- Moisés I de Manzicerta (456-461);
- Guiute de Araez (461-478);
- João I Mandacúnio (478-490);
- Apovipcenes de Otmus (490-516);
- Samuel de Arzeque (516-526);
- Musce de Ailaber (526-534);
- Isaque II de Ulqui (534-539);
- Cristóvão I de Tirariche (539-545);
- Leôncio de Erraste (545-548);
- Narses II de Bagrauandena (548-557);
- João II de Gabélia (557-574);
- Moisés II de Elivarde (574-604);
- Abraão I de Albatã (607-615);
- Comitas de Arzanena (615-628);
- Cristóvão II Apaúnio (628-630), morreu depois de 630;
- Esdras I de Farrajenacerta (630-641);
- Narses III, o Construtor (641-661);
- Anastácio de Acorri (661-667);
- Israel I de Otmus (667-677);
- Isaque III de Zorapor (677-703);
- Elias I de Archixe (703-717);
- João III de Ozum (717-728);
- Davi I de Aramonque (728-741);
- Tiridates I de Otmous (741-764);
- Tiridates II de Dasnavorque (764-767);
- Sião de Bavonque (767-775);
- Isaías I de Egipatruche (775-788);
- Estevão I de Dúbio (788-790);
- Jó de Dúbio (790-791);
- Salomão I de Garni (791-792);
- Jorge I de Biuracã (792-795);
- José II de Farpe (795-806);
- Davi II de Gagal (806-833);
- João IV de Ova (833-855);
- Zacarias I de Tzaque (855-876);
- Jorge II de Garni (877-897);
- Mastósio I de Elvarde (897-898);
- João V de Drascanacerta (898-929).

## Período de Altamar (927-947)
- Estevão II Restúnio (929-930);
- Teodoro I Restúnio (930-941);
- Elias I Restúnio (941-946).

## Período de Arguina (947-992)
- Ananias I de Moxoena (949-968);
- Vaanes I de Siúnia (968-969);
- Estêvão III de Sevã (969-972);
- Cacício I Archaruni (973-992).

## Período de Ani (992-1058)
- Sérgio I de Sevã (992-1019), morreu depois de 1019;
- Pedro I, o Grande (1019-1058).

No século XI, o trono mudou-se para a Cilícia, escapando à barbárie dos turcos seljúcidas na Armênia. De 1058 a 1441, a sede dos Católicos dos Armênios permaneceu na Cilícia (ver lista dos católicos da Cilícia).

## Período de Sivas (1058-1062) - Período de Tavblur (1062-1066)
- Cacício II de Ani (1058-1065).

## Período de Tsamndav (1066-1116)
- Gregório II, o Mártir (1066-1105);
- Basílio I de Ani (1105-1113).

## Período de Tsovk (1116-1149) - Período de Hromgla (1149-1293)
- Gregório III Palavuni (1113-1166);
- Narses IV Chenorali (1166-1173);
- Gregório, o Jovem (1173-1193);
- Gregório V Caravegue (1193-1194);
- Gregório VI Apirate (1194-1203);
- João VI de Sis (1203-1221)
- Constantino I de Barzrberde (1221-1267);
- Jacó I de Cla (1268-1286);
- Constantino II de Catuque (1286-1289);
- Estevão IV de Hromgla (1290-1293).

## Período de Sis (1293-1930)
- Gregório V de Anazarbo (1293-1307);
- Constantino VII de Cesareia (1307-1322);
- Constantino IV de Lambrona (1323-1326);
- Jacó II de Anazarbo (1327-1341);
- Mequitar I de Guerner (1341-1355);
- Jacó II de Anazarbo (segundo catolicato) (1355-1359);
- Mesrobes I de Artaz (1359-1372);
- Constantino V de Sis (1372-1374);
- Paulo I de Sis (1374-1382);
- Teodoro II de Cilícia (1382-1392);
- Carapete I de Queli (1393-1404);
- Jacó III de Sis (1404-1411);
- Gregório VIII Canzolate (1411-1418);
- Paulo II de Garni (1418-1430);
- Constantino XXIII de Vahka (1430-1439);
- Gregório IX Mousabegian (1439-1441).[nt 4]

## Segundo período de Echemiazim (1441 - presente)
- Ciríaco I de Virape (1441-1443) - Católico de Todos os Armênios;
- Gregório X (1443-1465);
- Aristarco II (1465-1469);
- Sérgio II (1469-1474);
- João VII (1474-1484), morreu em 1506;
- Sérgio III (1484-1515);
- Zacarias I (1515-1520);
- Sérgio IV (1520-1536);
- Gregório XI(1536-1545);
- Estevão V (1545-1567);
- Miguel I (1567-1576);
- Gregório XII (1576-1590);
- Davi IV (1590-1629), morreu em 1633;
- Moisés III (1629-1632);
- Filipe I (1633-1655);
- Jacó IV (1655-1680);
- Eleazar I (1681-1691);
- Nacapete I (1691-1705);
- Alexandre I (1706-1714);
- Astvacatur I (1715-1725);
- Carapete II (1725-1729);
- Abraão II (1730-1734);
- Abraão III (1734-1737);
- Lázaro I (1737-1751);
- Minas I (1751-1753);
- Alexandre II (1753-1755);
  - Isaque V (eleito, mas nunca consagrado) (1755);
  - Vacante (1755-1759);
- Jacó V (1759-1763);
- Simeão I (1763-1780);
- Lucas I (1780-1799);
  - José II (eleito, mas nunca consagrado) (1800), morreu em1801;
- Davi V (1801-1807);
- Daniel I (1807-1808);
- Efraim I (1809-1830), morreu em 1835;
- João VIII (1831-1842);
- Narses V (1843-1857);
- Mateus I (1858-1865);
- Jorge IV (1866-1882);
  - Vacante (1882-1885);
- Macário I (1885-1891);
- Meguerdiche I (1893-1907);
- Mateus II (1908-1910);
- Jorge V (1911-1930);
  - Vacante (1930-1932);
- Corene I (1932-1938);
  - Vacante (1938-1945);
- Jorge VI (1945-1954);
- Vasgeno I (1955-1994);
- Karekin I (1995-1999);
- Karekin II (desde 1999).